# Спайсэк, Джейсон
Джейсон Спа́йсэк (англ. Jason Spisak, род. 29 августа 1973, Уилкс-Барре, Пенсильвания, США) — американский
актёр озвучивания, продюсер, соучредитель компании Lycoris. Является одним из основателей кинокомпании Blackchalk Productions.

## Биография
Джейсон Спайсэк родился 29 августа 1973 года в городе Уилкс-Барре, Пенсильвания, США. Был соучредителем и членом совета директоров компании Lycoris, которая специализировалась на программном обеспечении операционной системы Linux.

## Карьера
Джейсон Спайсэк наиболее известен как актёр озвучки. Он озвучил в том числе таких персонажей как Джокер в нескольких мультсериалах о Бэтмене, Силко в Аркейн, Мак Гарган и Грандмастер в мультфильмах по комиксам Marvel и других.

## Фильмография

### Озвучка анимационных фильмов
| Год       |   | Русское название                                            | Оригинальное название                                              | Роль                                                                          |
| --------- | - | ----------------------------------------------------------- | ------------------------------------------------------------------ | ----------------------------------------------------------------------------- |
| 1995—1996 | с | Таинственная грабительница Сент-Тэйл                        | Saint Tail                                                         | Саватари / дополнительные голоса                                              |
| 1999—2004 | с | Ракетная мощь                                               | Rocket Power                                                       | Пи Пистон / Спутц Рингли / дополнительные голоса                              |
| 2004      | с | Детки подросли                                              | All Grown Up                                                       | Чувак № 2 / парень                                                            |
| 2005      | с | Ужасные приключения Билли и Мэнди                           | The Grim Adventures of Billy & Mandy                               | Человек-волк / гоблин                                                         |
| 2007      | с | Бен-10                                                      | Ben 10                                                             | Гаторбой                                                                      |
| 2010      | с | Финес и Ферб                                                | Phineas and Ferb                                                   | Тэд Шоу / дополнительные голоса                                               |
| 2010—2012 | с | Звёздные войны: Войны клонов                                | Star Wars: The Clone Wars                                          | Люкс Бонтери / Христо / Зинн Полнесс / охрана Корусанта / повстанческий пират |
| 2010—2019 | с | Юная Лига Справедливости                                    | Young Justice                                                      | Уолли Уэст / Кид-Флэш / Фураджер / дополнительные голоса                      |
| 2011—2013 | с | Зелёный Фонарь                                              | Green Lantern: The Animated Series                                 | Рейзер / Веон                                                                 |
| 2013—2016 | с | Мстители, общий сбор!                                       | Avengers Assemble                                                  | Джастин Хаммер / Суперадаптоид / Демон скорости                               |
| 2014      | ф | Лига Справедливости: В ловушке времени                      | JLA Adventures: Trapped in Time                                    | Флэш                                                                          |
| 2015—2018 | с | Стражи Галактики                                            | Guardians of the Galaxy                                            | Грандмастер                                                                   |
| 2016      | ф | LEGO Супергерои DC: Лига Справедливости — Прорыв Готэм-Сити | Lego DC Comics Super Heroes: Justice League – Gotham City Breakout | Джокер / Грангл                                                               |
| 2017      | с | Человек-паук                                                | Marvel’s Spider-Man                                                | Алистер Смайт / Мак Гарган                                                    |
| 2017      | ф | Юные Титаны: Контракт Иуды                                  | Teen Titans: The Judas Contract                                    | Уолли Уэст / Кид-Флэш                                                         |
| 2018      | ф | LEGO Супергерои DC: Флэш                                    | Lego DC Comics Super Heroes: The Flash                             | Джокер                                                                        |
| 2019      | ф | Бэтмен: Тихо!                                               | Batman: Hush                                                       | Джокер                                                                        |
| 2021      | с | Аркейн                                                      | Arcane: League of Legends                                          | Силко                                                                         |
| 2021      | с | Бегущий по лезвию: Чёрный лотос                             | Blade Runner: Black Lotus                                          | Хупер                                                                         |

### Актёрские работы
| Год  |   | Русское название           | Оригинальное название | Роль                   |
| ---- | - | -------------------------- | --------------------- | ---------------------- |
| 2010 | с | Морская полиция: Спецотдел | NCIS                  | Аарон Швед             |
| 2010 | с | Обмани меня                | Lie to Me             | Эл                     |
| 2010 | ф | Пираньи 3D                 | Piranha 3D            | помощник шерифа Тейлор |
| 2011 | ф | Всё путём!                 | Everything Must Go    | хипстер                |
| 2013 | с | Дневники вампира           | The Vampire Diaries   | Голос Сайласа          |
| 2014 | ф | 13-й шкаф                  | Locker 13             | Скип                   |
| 2015 | с | Проект Mc2                 | Project Mc2           | Репортёр               |
| 2015 | ф | Ошибка времени             | Time Lapse            | Айвен                  |
| 2020 | ф | Пересечение                | Intersect             | Райан Винрич           |